# ムアンナコーンシータンマラート郡
座標: 北緯8度25分12秒 東経99度57分48秒 / 北緯8.42000度 東経99.96333度
ムアンナコーンシータンマラート郡（ムアンナコーンシータンマラートぐん）は、タイ南部にある郡（アンプー）。ナコーンシータンマラート県の県庁所在地（ムアン）でもある。

## 名称
ナコーンシータンマラートとは「ダルマラージャの治める都」という意味である。地元民による愛称はナコーン。一方でマレー語でリゴールとも呼ばれていたが、ここから日本語における六昆の語が派生した。

## 歴史
ナコーンシータンマラートには3世紀頃からインドからの入植が見られ、タンブラリンガ王国（単馬令国）の首都リゴールとして栄えた。9世紀から11世紀にかけてはドヴァーラヴァティ王国の勢力が及ぶようになり、大乗仏教が信仰された。12世紀頃シータンマソッカラート王により、ナコーンシータンマラート王国（タンブラリンガ国）が成立。この王国は上座部仏教を国教とした他、一時的にマレー半島全域を勢力下に置くほどの勢力を誇った。

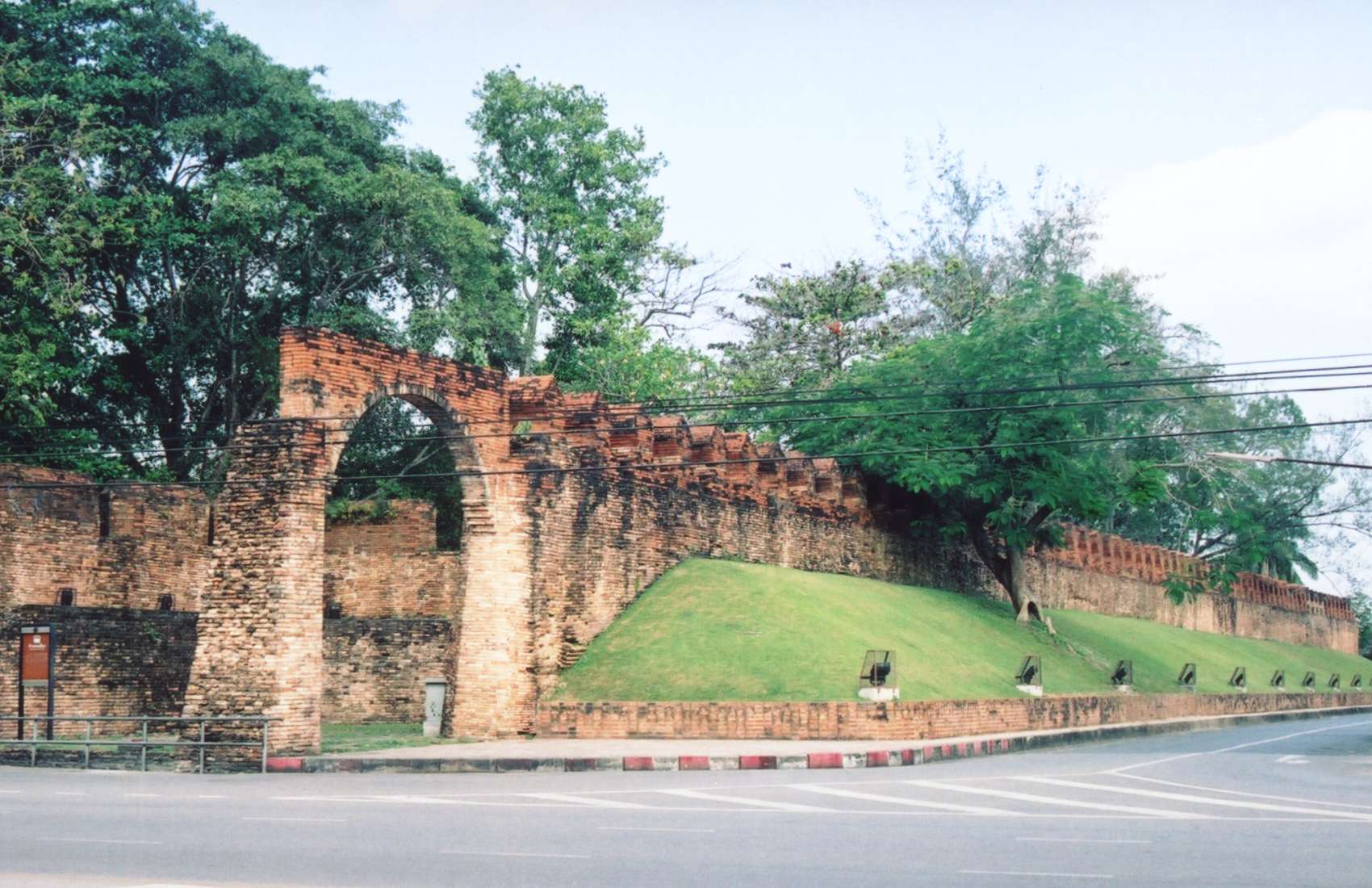
ナコーンシータンマラートの城壁

13世紀にはスコータイのラームカムヘーン王によりスコータイ王国の勢力の元に置かれた。当時、ナコーンシータンマラートではすでに上座部仏教が普及しており、マレー半島における仏教の中心地であり、一時期は12000人の僧がいたとも言われる。このため当時はムアンプラ（僧侶の街）ともいわれ、スコータイからも僧侶の派遣を求められるほどであった。この時、仏教教育の中心をなしたのはワット・プラマハータート（仏教寺院）である。地元の王統史によればこの寺院は311年の建設と言われるが、歴史学者は13世紀頃に建設されたとしている。
ナコーンシータンマラートはアユタヤ王朝下ではマレー半島貿易でにぎわう一方で、たびたび離反するマレー系諸王朝（パタニ王国など）に対する防衛都市として機能した。山田長政の左遷先もナコーンシータンマラートであり、ここでパタニ軍と交戦した後死亡している。
ナコーンシータンマラートはラーマ5世（チュラーロンコーン）のチャクリー改革の後、周辺の地域と共に県（チャンワット）を形成。県庁所在地となった。

## 地理

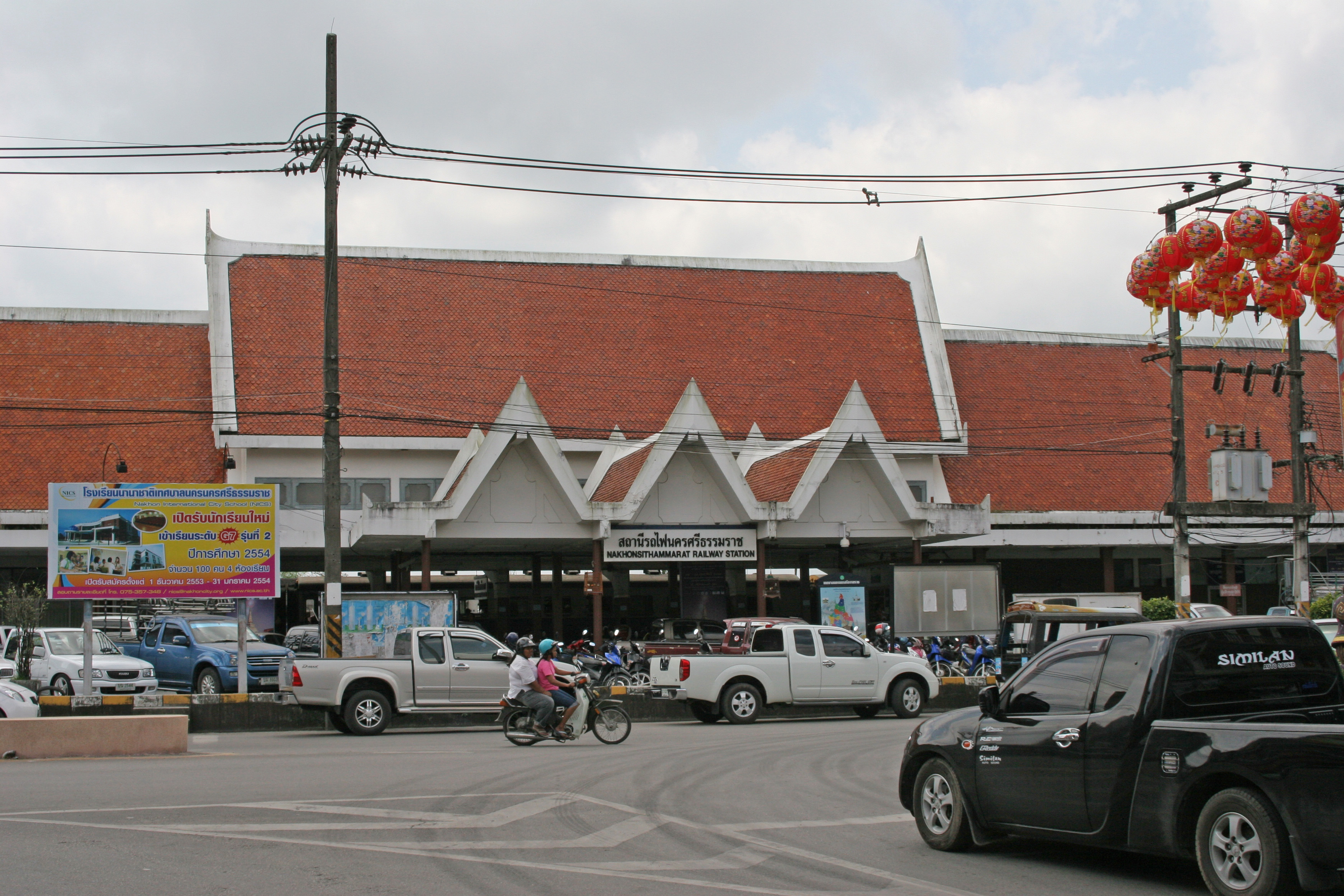
ナコーンシータンマラート駅

県西部の山岳地帯に源を持つ多くの川が形成した平地に位置し、西部は大まかに山岳地帯、東部は海に面している。
国道403号線が国道41号線とトランとを結んでいる。北方面には国道401号線が出ておりスラートターニーと接続している。南には408号線が出ておりソンクラーと繋がっている。タイ国有鉄道南本線ナコーンシータンマラート支線の終点（ナコーンシータンマラート駅）があり、またナコーンシータンマラート空港も存在する。

## 経済
市内の主な産業は農業と商業であり、農業は米の生産が盛んである。

## 行政区分
ナコーンシータンマラート市は16のタムボンに分かれ、その下位に114の村がある。市内には4つの自治体（テーサバーン）があり以下のようになっている。
- テーサバーンナコーン・ナコーンシータンマラート … タムボン・ナイムアン、ターワン、クランの全体と、タムボン・ナーキエンとタムボン・ポーサデットの一部。
- テーサバーンタムボン・バーンチャーク … タムボン・バーンチャークの一部
- テーサバーンタムボン・ターペー … タムボン・パークプーンの一部
- テーサバーンタムボン・パークナコーン … タムボン・ターライ、タムボン・パークナコーンの一部

また郡内には13のタムボン行政体が設置されている。なお以下は市内のタムボンの一覧である。うち、表でかけている番号のタムボンは分離し1994年にプラプロム郡となったタムボンである。
| 1. タムボン・ナイムアン … ตำบลในเมือง 2. タムボン・ターワン … ตำบลท่าวัง 3. タムボン・クラン … ตำบลคลัง 1. タムボン・ターライ … ตำบลท่าไร่ 2. タムボン・パークナコーン … ตำบลปากนคร 3. タムボン・ナーサーイ … ตำบลนาทราย 1. タムボン・カムペーンサオ … ตำบลกำแพงเซา 2. タムボン・チャイヤモントリー … ตำบลไชยมนตรี 3. タムボン・マムワンソーントン … ตำบลมะม่วงสองต้น 4. タムボン・ナーキエン … ตำบลนาเคียน 5. タムボン・ターギウ … ตำบลท่างิ้ว 1. タムボン・ポーサデット … ตำบลโพธิ์เสด็จ 2. タムボン・バーンチャーク … ตำบลบางจาก 3. タムボン・パークプーン … ตำบลปากพูน 4. タムボン・パーサック … ตำบลท่าซัก 5. タムボン・タールア … ตำบลท่าเรือ | タムボン |